# Siempre he estado aquí
«Siempre he estado aquí» es una canción del grupo pop mexicano RBD.
Cuenta con la participación de Anahí, Maite Perroni, Christopher Uckermann y Christian Chávez.
Es el primer sencillo después de su separación en 2009.
La canción fue utilizada para promocionar el concierto virtual de regreso de la banda, Ser o Parecer: The Global Virtual Union, que se realizó el 26 de diciembre de 2020.

## Vídeo musical
El vídeo musical fue lanzado el 3 de diciembre de 2020, muestra las versiones animadas de la banda dirigiendo una nave espacial que aterrizará en la tierra el día 26 de diciembre de 2020, fecha de la realización del concierto virtual.

## Versión en vivo
El 4 de febrero de 2021 se lanzó en plataformas la versión en vivo de la canción, extraída del concierto virtual. El vídeo de la canción cuenta con la participación de los fans que enviaron vídeos a través de las redes sociales y que fueron emitidos durante la presentación para acompañar a la banda.

## «S.H.E.A.»
Es una canción del grupo pop mexicano RBD.
Cuenta con la participación de Dulce María, Anahí, Maite Perroni, Christopher Uckermann y Christian Chávez.
Es una nueva versión del sencillo publicado en el 2020, ya que éste sencillo cuenta con la otra intregrante del grupo Dulce María, que no había podido ser grabada en la primera versión por estar embarazada.

## Vídeo musical
Se lanzó un vídeo el 23 de febrero de 2023 con la alusión a la corbata que caracterizaba al grupo durante la novela, sin embargo no tuvo vídeo oficial.

## Versión en vivo
La primera vez que se escuchó esta versión en vivo con los 5 integrantes actuales de la banda fue el 25 de agosto de 2023 durante el primer show de gira de reencuentro Soy Rebelde Tour en El Paso, Texas, Estados Unidos.

## Certificaciones
"Siempre he estado aquí"
| País   | Organismo certificador | Certificación | Ventas certificadas | Ref   |
| ------ | ---------------------- | ------------- | ------------------- | ----- |
| Brasil | Pro-Música Brasil      | Platino       | 40 000              | [ 3 ] |

"S.H.E.A"
| País   | Organismo certificador | Certificación | Ventas certificadas | Ref   |
| ------ | ---------------------- | ------------- | ------------------- | ----- |
| Brasil | Pro-Música Brasil      | Oro           | 20 000              | [ 3 ] |